# Сектор 6 (Букурещ)
Сектор 6 е сектор, административна съставна част на град Букурещ, с обща площ 38 км2, и население 359 396 души (2007).